# Hydraena leei
Hydraena leei är en skalbaggsart som beskrevs av Manfred A. Jäch och Díaz 1998. Hydraena leei ingår i släktet Hydraena och familjen vattenbrynsbaggar. Inga underarter finns listade i Catalogue of Life.